# بوريس يلتسن
بوريس نيكولايفيتش يلتسن (بالروسية: Борис Николаевич Ельцин) (ولد 1 فبراير 1931 – توفي 23 أبريل 2007) هو سياسي روسي سوفيتي وأصبح أول رئيس للاتحاد الروسي، وامتدت ولايته من عام 1991 إلى عام 1999. وكان في البداية من مؤيدي ميخائيل جورباتشوف، ثم ظهر في إطار الإصلاحات البيريسترويكا كأحد أقوى معارضي جورباتشوف السياسيين. وخلال أواخر الثمانينات، كان يلتسين عضوا في المكتب السياسي (بوليتبورو)، وفي أواخر عام 1987 احتج بأن ألقى خطاب استقالته، ولم يحدث أن استقال أحد من المكتب السياسي من قبل، وهو ما أعطى ليلتسين صورة المتمرد ورفع شعبيته كشخص مناهض للمؤسسة.
وفي 29 مايو 1990 انتخب رئيسا لمجلس السوفيت الأعلى الروسي. في 12 يونيو 1991 تم انتخابه بالاقتراع الشعبي المباشر ليتولى منصب رئيس الجمهورية الروسية السوفيتية الاتحادية الاشتراكية الذي تم إنشاؤه حديثا، وكانت وقتها إحدى الجمهوريات الخمسة عشر المكونة للاتحاد السوفيتي. وبعد استقالة ميخائيل غورباتشوف وتفكك الاتحاد السوفيتي بشكل نهائي في 25 ديسمبر 1991، أصبحت روسيا دولة ذات سيادة، وظل يلتسن في منصبه كرئيس. أعيد انتخابه في انتخابات عام 1996، والتي زعم فيها النقاد أن الفساد تفشى فيها؛ في الجولة الثانية هزم غينادي زوغانوف من الحزب الشيوعي المعاد بفارق 13.7٪ (54.4٪) إلى (40.7٪)، رغم أن الهامش كان 3.3٪ فقط خلال الجولة الأولى. ومع ذلك، فإن شعبية يلتسين انحسرت كثيرا بعد سلسلة من الأزمات الاقتصادية والسياسية في روسيا في التسعينات.
تعهد يلتسين بتحويل الاقتصاد الاشتراكي الروسي إلى اقتصاد سوق رأسمالي وعلاج البلاد بالصدمة الاقتصادية وتحرير الأسعار والخصخصة في جميع أنحاء البلاد. وقعت غالبية الممتلكات الوطنية والثروة في أيدي قلة بسبب هذا التحول الكلي المفاجئ في الاقتصاد. وشبه المليونيرات المليارديرات أنفسهم بالبارونات اللصوص في القرن التاسع عشر. وبدلا من إنشاء شركات جديدة، أدت ديمقراطية يلتسين إلى تمكين الاحتكارات الدولية من أخذ الأسواق السوفيتية السابقة، مستفيدة من الفرق الكبير بين الأسعار المحلية للسلع القديمة الروسية والأسعار السائدة في السوق العالمية.
وقد اتسم جزء كبير من عصر يلتسين بانتشار الفساد، وعانت روسيا من التضخم والانهيار الاقتصادي ومشاكل سياسية واجتماعية هائلة نتيجة لاستمرار انخفاض أسعار النفط والسلع الأساسية خلال التسعينيات، وهو ما أثّر على روسيا والدول الأخرى في الاتحاد السوفيتي السابق. وفي غضون سنوات قليلة من رئاسته، بدأ العديد من مؤيديه بانتقاد قيادته، وندد نائب الرئيس الكسندر روتسكوي بالإصلاحات واصفا إياها بأنها «إبادة اقتصادية».
وصلت المواجهات المستمرة مع مجلس السوفيت الأعلى ذروتها في الأزمة الدستورية الروسية 1993 حيث أمر يلتسين بحل البرلمان السوفيتي الأعلى دون أي أساس شرعي لقراره، ونتيجة لذلك حاول البرلمان عزله من منصبه. وفي أكتوبر 1993، أوقفت القوات الموالية ليلتسين انتفاضة مسلحة خارج مبنى البرلمان، مما أدى إلى وقوع عدد من القتلى. ثم ألغى يلتسين الدستور الروسي القائم، وحظر المعارضة السياسية، وعمق جهوده لتحويل الاقتصاد. أعلن يلتسين استقالته في 31 ديسمبر 1999 في ظل ضغوط داخلية هائلة، وترك الرئاسة لخليفته المختار، وهو رئيس الوزراء آنذاك فلاديمير بوتين. ترك يلتسين منصبه بعد أن فقد شعبيته لدى نطاق واسع من الشعب الروسي.
عاش يلتسين في بعيداً عن الأضواء بعد استقالته، رغم أنه انتقد خليفته علنا في بعض الأحيان. توفي يلتسين بسبب قصور القلب الاحتقاني في 23 أبريل 2007.

## حياته

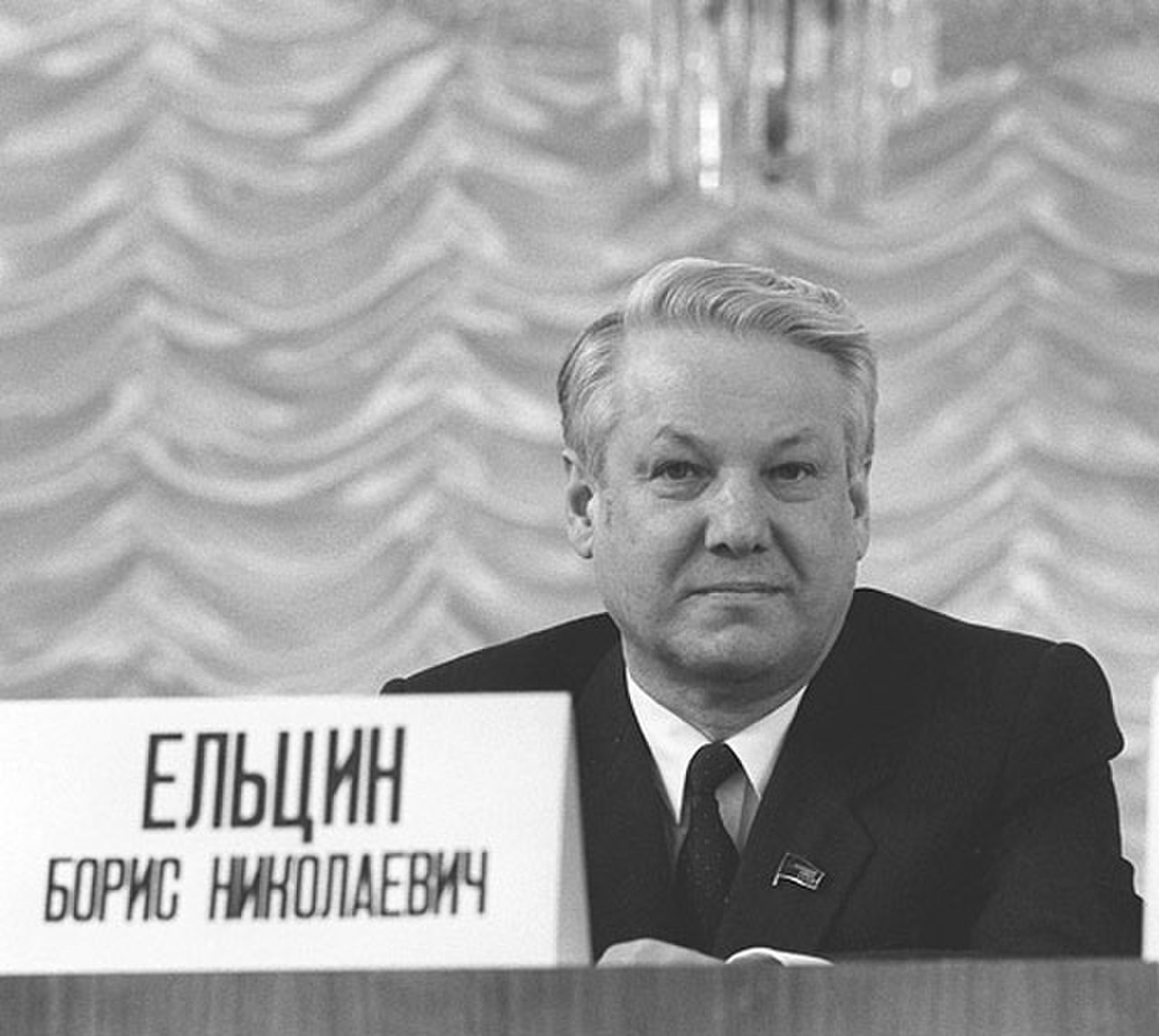
بوريس يلتسن ، التقطت الصورة بتاريخ 21 فبراير 1989م

بوريس يلتسين من مواليد قرية بوتكا في مقاطعة سفيردلوفسك تاليتسكي أوبلاست وروسيا.
اتهم والده نيكولاي يلتسين، بمعاداة السوفيت في عام 1934 وحكم عليه بالأشغال الشاقة لمدة ثلاث سنوات.
بعد إطلاق سراحه ظل عاطلا عن العمل لبعض الوقت ومن ثم عمل في مجال البناء. أما والدته كلافدييا فاسيلييفنا ييلتسينا، فقد عملت في الحياكة.
درس بوريس يلتسين في مدرسة بوشكين الثانوية في بيريزنيكي ببرم كراي. وكان لا يفهم كأقرانه، وطيلة فترة عمله في المدرسة كان زعيم صفه وكان يفتقر إلى الالتزام وغالبا غير منضبط. وكان طفلاً مشاكساً فشارك في معارك الشوارع، وكان دائما في صراع مع المعلمين في المدرسة أو مع والده. وفي هذه الصراعات كثيرا ما كان يخرج منتصراً.
كان مولعاً بالرياضة (خاصة التزلج والجمباز والكرة الطائرة وألعاب القوى والملاكمة والمصارعة) بالرغم من فقدانه لإصبعين عندما تسلل مع بعض الأصدقاء إلى مستودع إمدادات الجيش الأحمر، وسرقوا عدة قنابل يدوية، وحاولوا تفكيكها.
تلقى تعليمه العالي في معهد الأورال التقني في الأورال بسفيردلوفسك، في تخصص البناء، وتخرج في عام 1955. وكان مشروع تخرجه بعنوان «برج التلفزيون».
في الفترة من 1955 إلى 1957 عمل عاملا للبناء في شركة ورالتيازهتروبستروي. ومن عام 1957 إلى عام 1963 عمل في سفيردلوفسك، وترقى من مشرف موقع البناء إلى رئيس مديرية البناء في شركة يوزهغورستروي. ثم أصبح رئيس المهندسين في عام 1963. وأصبح في عام 1965 رئيسا لدار سفيردلوفسك للبناء.
التحق بصفوف الحزب الشيوعي عام 1968 عندما عين رئيسا للجنة الحزبية الإقليمية للبناء في سفيردلوفسك. في عام 1975 أصبح أميناً للجنة الإقليمية المسئولة عن التنمية الصناعية في المنطقة.

## سياساته
امتدت فترة حكمه لروسيا ما بين 10 يونيو 1991 و31 ديسمبر 1999.
جاء يلتسين في يونيو 1991 إلى السلطة على موجة من التوقعات العالية. ففي 12 يونيو انتخب يلتسين رئيسا لجمهورية روسيا الاتحادية الاشتراكية السوفيتية بأغلبية 57 ٪ من الأصوات، وأصبح أول رئيس منتخب شعبيا في التاريخ الروسي. كان موضع أمل الشعب الروسي المتطلع للحرية والديموقراطية والأهم من ذلك مستوى المعيشة الأفضل.
لم يحتفظ يلتسين بشعبيته بعد إقرار إصلاحات اقتصادية جذرية في أوائل عام 1992 والتي كانت وراء تحطيم مستويات المعيشة لمعظم السكان في روسيا. حيث أدت الي تدهور حاد في الخدمات ومستوى المعيشة وزيادة كبيرة في معدلات البطالة والفساد والتضخم.
أدى انحسار دور الدولة والفساد والوضع الاقتصادي المتردي إلى ظهور الجريمة المنظمة أو ما يعرف بالمافيا الروسية وتغلغلها في معظم مناحي الحياة في روسيا.
استطاع يلتسن الفوز مرة أخرى في انتخابات سنة 1996 وظل في السلطة حتى سنة 1999 حينما استقال من منصبه فجأة خلال خطاب رسمي إعتذر فيه عن عدم تحقيقه لأحلام الشعب الروسي وقد رشّح فلاديمير بوتين خلفا له.
كان يلتسن عندما ترك منصبه شخصية غير شعبية تماما في روسيا حيث وصلت شعبيته إلى اثنين في المئة بحسب بعض التقديرات.

## الانتقال إلى موسكو

### غوركوم رئيس موسكو: 1985
اهتم غورباتشوف بإصلاح الاتحاد السوفيتي، فسرعان ما استدعى يجور ليغاتشيوف، السكرتير التنظيمي للجنة المركزية، للقائه والاتفاق معه كحليف محتمل في جهوده. كان لدى يلتسن بعض التحفظات على غورباتشوف كقائد، فاعتبره متحكمًا ومتسامحًا، ولكنه التزم بمشروعه الإصلاحي. عين غورباتشوف يلتسن رئيسًا لقسم البناء باللجنة المركزية للحزب في أبريل عام 1985. لم يكن يلتسن سعيدًا بما اعتبره تخفيضًا لرتبته، وذلك على الرغم من أن ذلك استلزم انتقاله إلى العاصمة. حصل يلستن على شقة لفئة النومنكلاتورا في شارع 54 تفرسكايا-يامسكايا الثاني، وسرعان ما انضمت ابنته تاتيانا وابنها وزوجها الثاني إليه هو وزوجته. رفع جورباتشوف منصب يلتسن لسكرتير اللجنة المركزية للبناء والاستثمار الرأسمالي، وهو منصب داخل أمانة اللجنة المركزية للحزب الشيوعي، وهي خطوة وافقت عليها اللجنة المركزية في الجلسة الكاملة في يوليو عام 1985.
نُصِّب يلتسن بدعم من غورباتشوف في ديسمبر عام 1985 كسكرتير أول لجوركوم موسكو للحزب الشيوعي. كان حينها مسؤولًا عن إدارة العاصمة السوفيتية، التي يبلغ عدد سكانها 8.7 مليون نسمة. أصبح يلتسن مرشحًا (ليس له حق التصويت) عضوًا في المكتب السياسي في فبراير عام 1986. غادر السكرتارية رسميًا للتركيز على دوره في موسكو في تلك المرحلة. أقال العديد من أمناء غوركوم القدامى خلال العام التالي، واستبدلهم بأفراد أصغر سنًا، ولاسيما ذوي الخبرة في إدارة المصانع.، قدم يلتسن في أغسطس عام 1986 تقريرًا لمدة ساعتين إلى مؤتمر الحزب تحدث فيه عن مشاكل موسكو، بما في ذلك القضايا التي لم يُفصح عنها علنًا من قبل. وصف غورباتشوف الخطاب بأنه «ريح قوية جديدة» للحزب. أعرب يلتسن عن رسالة مماثلة في المؤتمر الثاني والعشرين للحزب الشيوعي في فبراير عام 1986، وفي خطاب ألقاه في مجلس التنوير السياسي في أبريل.

## وفاته
توفي في 23 أبريل 2007 بمرض قصور القلب وجرى دفنه في مقبرة نوفوديفتشي.

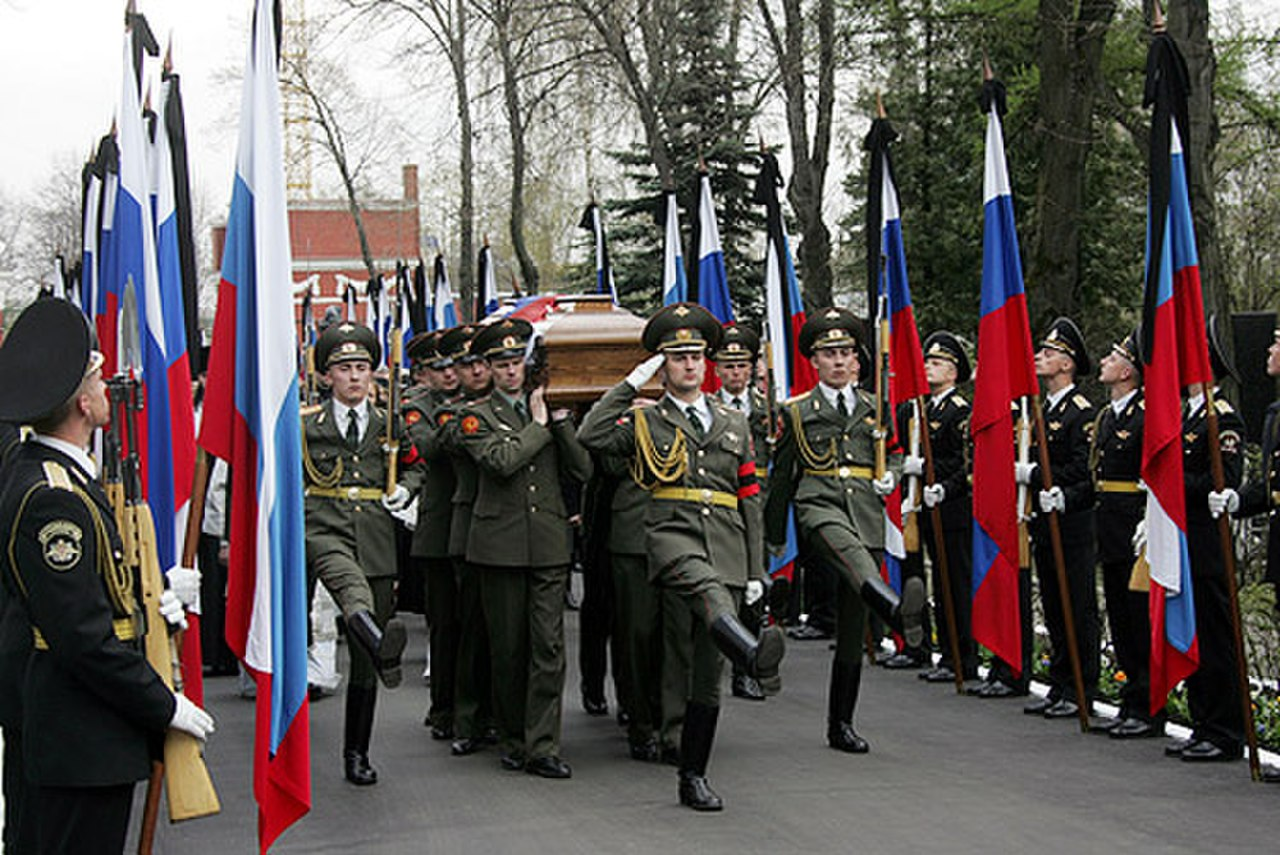
تشييع جنازة بوريس يلتسن في 25 أبريل 2007

## وصلات خارجية
- بوريس يلتسن على موقع IMDb (الإنجليزية)
- بوريس يلتسن على موقع الموسوعة البريطانية (الإنجليزية)
- بوريس يلتسن على موقع مونزينجر (الألمانية)
- بوريس يلتسن على موقع ألو سيني (الفرنسية)
- بوريس يلتسن على موقع إن إن دي بي (الإنجليزية)
- بوريس يلتسن على موقع قاعدة بيانات الفيلم (الإنجليزية)
- بوريس يلتسن على موقع أوليمبيديا (الإنجليزية)
- جولة ملف: يلتسين أول رئيس لروسيا الاتحادية

| سبقه تأسيس المنصب | رئيس الاتحاد السوفيتي 1991 - 1998 | تبعه فلاديمير بوتين |